# Ектов, Иван Михайлович
Иван Михайлович Ектов (26 августа [8 сентября] 1903, Новочеркасск, Область Войска Донского — 14 февраля 1986, Донецк) — советский инженер-металлург, директор Донецкого металлургического завода им. В. И. Ленина (1953—1970), Герой Социалистического Труда, Заслуженный металлург Украинской ССР.
Принимал участие в разработке и внедрении первой в мире системы испарительного охлаждения элементов мартеновской печи, а также во внедрении в производство первой в мире промышленной установки непрерывной разливки стали (УНРС).

## Биография
Родился 26 августа (8 сентября) 1903 года в семье учителя математики в Новочеркасске Области Войска Донского (сейчас Ростовская область). Русский.
В 1930 году окончил Донской политехнический институт, где получил квалификацию «инженер-металлург». По командировке Наркомтяжпрома прибыл на Сталинский металлургический завод в г. Сталино (ныне — Донецк) и был назначен сменным инженером сортопрокатного цеха.
В апреле 1931 г. переведен в вальцетокарную мастерскую (ВТМ) и назначен помощником начальника и калибровщика.
В 1932—1934 гг. работал в сортопрокатном цехе начальником смены, заместителем начальника цеха и начальником сортопрокатного цеха. В 1934—1938 гг. по его инициативе и по его эскизам в цехе была проведена механизация трудоемких процессов и рационализирована калибровка.
В 1938 году назначен заместителем главного инженера завода.
В 1940 — 1941 гг. работал в техотделе и спецотделе, где руководил производством снарядных марок сталей и танковой брони.
14 октября 1941 года эвакуировался на металлургический завод им. А. К. Серова (город Серов Свердловской области), работал начальником калибровочного цеха.
8 сентября 1943 года по приказу наркома чёрной металлургии СССР И. Т. Тевосяна направлен в Донбасс на восстановление Сталинского металлургического завода.
С 15 сентября 1943 года приказом по Сталинскому металлургическому заводу назначен начальником прокатных цехов.
С 1944 по 1953 г. работал заместителем главного инженера, начальником производственного отдела и главным инженером завода. Принимал участие в разработке и внедрении первой в мире системы испарительного охлаждения элементов мартеновской печи.
В 1953 г. назначен директором. Руководил Донецким (Сталинским) металлургическим заводом до 1970 года.
В 1970—1975 гг. — сотрудник института ДонНИИчермет.
Скончался 14 февраля 1986 года в Донецке.
Член КПСС с 1940 года. Делегат XXII съезда КПСС с решающим голосом. Также был делегатом XXVIII съезда Компартии Украины.
Автор статей по вопросам металлургии и прокатки. Соавтор нескольких авторских изобретений. При его участии в 1960 году на Донецком металлургическом заводе была введена в строй первая в мире крупная промышленная установка непрерывной разливки стали (УНРС).
В течение ряда лет был председателем экзаменационной комиссии Донецкого металлургического техникума и металлургического факультета Донецкого политехнического института.

## Награды и звания
- Указом Президиума Верховного Совета СССР от 22 марта 1966 г. «за выдающиеся заслуги, достигнутые в развитии чёрной металлургии» Ектову Ивану Михайловичу присвоено звание Героя Социалистического Труда с вручением ордена Ленина и медали «Серп и Молот».
- Лауреат Ленинской премии в области техники — за внедрение природного газа в доменное производство (1960)[6].
- Hаграждён орденом Ленина, орденом Октябрьской Революции, орденом Трудового Красного Знамени, орденом «Знак Почета» и медалями.
- Заслуженный металлург Украинской ССР (1965).